# ウィ・オール・スタンド・トゥゲザー
「ウィ・オール・スタンド・トゥゲザー」(We All Stand Together)は、1984年にポール・マッカートニーが発表した楽曲、及び同曲を収録したシングル。

## 解説
イギリス限定のリリース。『くまのルパート』を原作としたアニメーション映画「ルパートとカエルの歌」の主題歌。
発表当時はオリジナル・アルバム未収録で、1987年にベスト・アルバム『オール・ザ・ベスト』に収録された。また、アルバム『パイプス・オブ・ピース』が1993年にリマスター再発された際、ボーナス・トラックとして収録。

## 収録曲
1. ウィ・オール・スタンド・トゥゲザー (We All Stand Together)
2. ウィ・オール・スタンド・トゥゲザー (We All Stand Together)(humming version)